# Madagaskar-Palmenflughund
Der Madagaskar-Palmenflughund (Eidolon dupreanum) ist ein Flughund, der endemisch auf Madagaskar vorkommt.
Der Artzusatz im wissenschaftlichen Namen ehrt den Franzosen Marie-Jules Dupré, der Gouverneur von Réunion war.

## Merkmale
Die Größenangaben bei Walkers Mammals of the World stammen vermutlich von einem Palmenflughund (Eidolon helvum), der anderen Art in der Gattung Eidolon, doch für den Madagaskar-Palmenflughund dürften die Werte ähnlich sein. Danach beträgt die Kopf-Rumpf-Länge 14 bis 22 cm, die Schwanzlänge 4 bis 20 mm und die Flügelspannweite etwa 76 cm. Das Gewicht variiert zwischen 230 und 350 Gramm, wobei Männchen etwas schwerer als Weibchen sind.

## Verbreitung und Lebensraum
Das Verbreitungsgebiet streckt sich über fast die gesamte Insel mit Ausnahme eines Streifens an der Ostküste. Dieser Flughund hält sich in unterschiedlichen Habitaten auf, doch zur Nahrungssuche wählt er meist ursprüngliche Wälder.

## Nahrungsverhalten

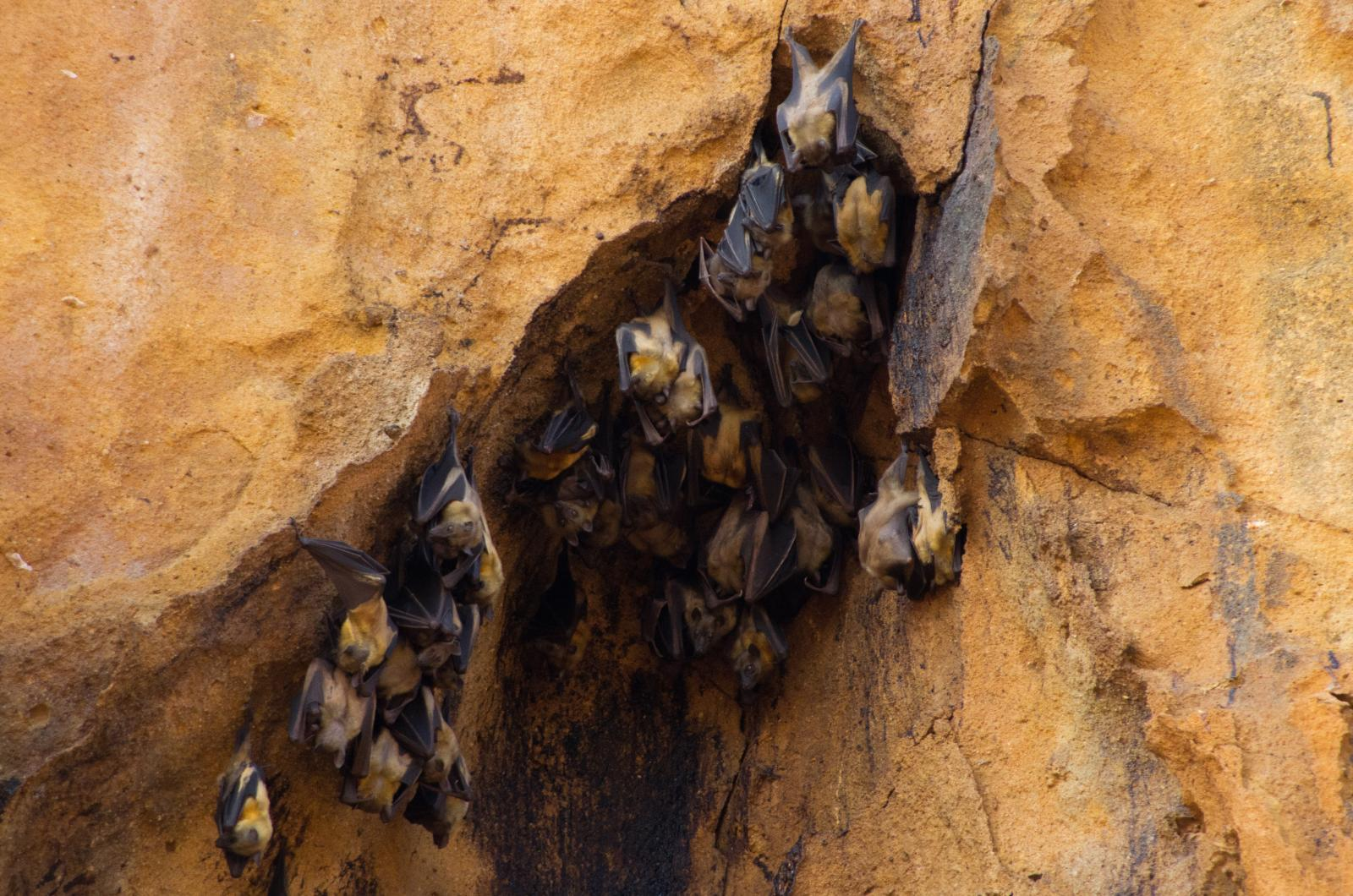

Verbreitungsgebiet

Als Nahrung dienen hauptsächlich Früchte, die mit Blättern, Blumen und anderen Pflanzenteilen ergänzt werden. Eine Studie von 2004 (veröffentlicht 2007) fand etwa 30 verschiedene Pflanzenarten in der Nahrung dieses Flughundes. Blätter werden vorwiegend von Arten der Gattung Polyscias gefressen, die zu den Araliengewächsen zählen. Die Ruheplätze der Gruppen liegen in Höhlen und Felsspalten, sowie versteckt im dichten Blattwerk. Gruppengrößen sind beim Madagaskar-Palmenflughund kleiner als beim Palmenflughund. Diese Flughunde transportieren Pollen und sind damit vermutlich wichtig für die Ausbreitung der entsprechenden Pflanzen.

## Status
Der Madagaskar-Palmenflughund wird wegen seines Fleisches gejagt. Laut Gesetz darf diese Jagd nur zwischen Mai und August stattfinden, doch in den übrigen Monaten ist Wilderei weit verbreitet. Auf Lebensraumveränderungen wie die auf Madagaskar übliche Brandrodung und Wiederaufforstung reagiert die Art dagegen weniger empfindlich. Sie wird daher von der IUCN als gefährdet (vulnerable) gelistet.